# What Have We Got!
What Have We Got è un EP del gruppo musicale britannico Sham Pistols, pubblicato nel 1988.

## Tracce
1. Pretty Vacant
2. White Riot
3. If The Kids Are United
4. What Have We Got